# Вийруоя
Вийруоя — река в России, протекает по Суоярвскому району Карелии.
Исток — восточнее озера Исо-Пюхяярви. Течёт на юг, перед устьем пересекает трассу 86К-10 («Петрозаводск — Суоярви») и железнодорожную линию дорогу Петрозаводск — Суоярви. Устье реки находится в 156 км по правому берегу реки Шуя. Длина реки составляет 12 км.

## Данные водного реестра
По данным государственного водного реестра России относится к Балтийскому бассейновому округу, водохозяйственный участок реки — Шуя, речной подбассейн реки — Свирь (включая реки бассейна Онежского озера). Относится к речному бассейну реки Нева (включая бассейны рек Онежского и Ладожского озера).
Код объекта в государственном водном реестре — 01040100112102000014370.